# Urad Zhongqi
Urad Zhongqi (środkowa chorągiew Urad; chiń. 乌拉特中旗; pinyin: Wūlātè Zhōng Qí) – chorągiew w północnych Chinach, w regionie autonomicznym Mongolia Wewnętrzna, w prefekturze miejskiej Bayan Nur. W 1999 roku liczyła 145 511 mieszkańców.